# ادوترئوتید
ادوترئوتید (به انگلیسی: Edotreotide) یک ترکیب شیمیایی با شناسه پاب‌کم ۱۵۸۷۸۲ است. 